# James Crawford (Musiker)

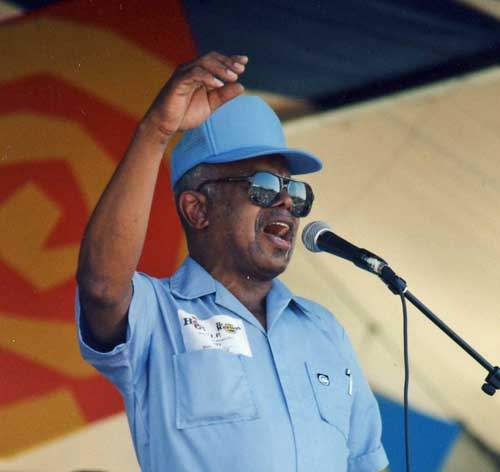
James „Sugar Boy“ Crawford auf dem New Orleans Jazz & Heritage Festival 1996

James „Sugar Boy“ Crawford, Jr. (* 12. Oktober 1934 in New Orleans, Louisiana; † 15. September 2012 ebenda) war ein US-amerikanischer Rhythm-and-Blues-Musiker. Der Afroamerikaner sang und spielte Klavier und Posaune.

## Leben
Crawford gründete in jungen Jahren eine R&B-Band namens „The Chapaka Shawee“ (Kreolisch für „Wir sind keine Waschbären“). Als sie einen Plattenvertrag bei Chess Records bekamen, wurden sie in „Sugar Boy and his Cane Cutters“ umbenannt. Zur Band gehörte zeitweilig auch Snooks Eaglin.
1954 hatten sie einen Hit mit Jock-A-Mo, geschrieben von Crawford. Das Stück wurde 1965 von den Dixie Cups als Iko Iko neu aufgelegt und seitdem häufig gecovert, unter anderem von Dr. John, den Belle Stars, Grateful Dead und Cyndi Lauper.
1963 wurde Crawford von Polizeikräften niedergeschlagen und schwer verletzt; er brauchte zwei Jahre, um wieder auf die Beine zu kommen. Er kehrte nicht ins Musikgeschäft zurück, sang Gospel in der Kirche und trat nur noch sporadisch auf Veranstaltungen auf. 1995 sang er auf dem Album Let Them Talk seines Enkels Davell Crawford. James Crawford starb 2012 nach kurzer Krankheit.